# Абу-Кубейс
Абу-Кубейс (араб. جبل أبي قبيس‎) — одна из гор, которая находится на восточной границе Масджид аль-Харам в Мекке.
История горы содержит ряд преданий связанных с историей ислама и выполнением хаджа.
На горе до потопа были похоронены первые люди Адам, Ева и Сиф. На этой же горе был обретён Чёрный камень.